# Lilla Melodifestivalen 2007
Lilla Melodifestivalen 2007 hölls i Sveriges Television den 5 oktober 2007. Måns Zelmerlöw och Josefine Sundström var programledare. 
Vann gjorde SK8 som tillsammans med tvåan Vendela kommer att skickas till MGP Nordic 2007 i Norge, för att representera Sverige.

## Bidragen
- Joacim Darin        -       Världen som vi har
- Amanda & Andrea     -       Låt oss dansa
- Azech Boys          -       Kärleken
- Nelly               -       Om du var här
- The Pretty Girls    -       Bara du och jag
- Samuel              -       Jag har alltid velat träffa
- Ängabo Boys         -       De bästa polarna
- SK8                 -       Min första största kärlek
- Yo-Z                -       Jag dissar vem jag vill
- Vendela             -       Gala Pala Gutchi

## Resultatet
- 1. SK8, 92 p
- 2. Vendela, 84 p
- 3. The Pretty Girls, 64 p
- 4. Joacim Darin, 54 p
- 5. Nelly, 54 p
- 6. Yo-Z, 44 p
- 7. Samuel, 36 p
- 8. Ängabo Boys, 26 p
- 9. Amanda & Andrea, 24 p
- 10. Azech Boys, 22 p

## Poängen
| Artist           | Juryn | Folket | Totalt |
| ---------------- | ----- | ------ | ------ |
| SK8              | 42    | 50     | 92     |
| Vendela          | 24    | 60     | 84     |
| The Pretty Girls | 34    | 30     | 64     |
| Joacim           | 14    | 40     | 54     |
| Nelly            | 44    | 10     | 54     |
| Yo-Z             | 34    | 10     | 44     |
| Samuel           | 16    | 20     | 36     |
| Ängabo Boys      | 16    | 10     | 26     |
| Amanda & Andrea  | 14    | 10     | 24     |
| Azech Boys       | 12    | 10     | 22     |